# Фресине де Лозер
Фресине де Лозер (фр. Fraissinet-de-Lozère) насеље је и општина у јужној Француској у региону Лангдок-Русијон, у департману Лозер која припада префектури Флорак.
По подацима из 2011. године у општини је живело 229 становника, а густина насељености је износила 5,94 становника/km². Општина се простире на површини од 38,58 km². Налази се на средњој надморској висини од 1 060 метара (максималној 1.699 m, а минималној 669 m).

## Демографија
| 1962. | 1968. | 1975. | 1982. | 1990. | 1999. | 2011. |
| ----- | ----- | ----- | ----- | ----- | ----- | ----- |
| 265   | 219   | 213   | 214   | 199   | 190   | 229   |

График промене броја становника у току последњих година